# Коул, Чарли
Чарльз «Чарли» Коул (англ. Charles "Charlie" Cole; род. 21 июня 1986, Нью-Йорк, Нью-Йорк) — американский гребец, выступавший за сборную США по академической гребле в период 2003—2016 годов. Бронзовый призёр летних Олимпийских игр в Лондоне, победитель и призёр многих регат национального значения.

## Биография
Чарли Коул родился 21 июня 1986 года в Нью-Йорке, США.
Заниматься академической греблей начал в 1999 году. Состоял в гребных командах во время учёбы в Йельском университете и оксфордском Келлог-колледже, неоднократно принимал участие в различных студенческих регатах. Позже проходил подготовку в Гребном тренировочном центре Соединённых Штатов в Чула-Висте.
Впервые заявил о себе в гребле на международной арене в 2003 году, выиграв серебряную медаль в восьмёрках на юниорском мировом первенстве в Афинах. Год спустя на аналогичных соревнованиях в Баньолесе занял в той же дисциплине пятое место. 
В 2006—2008 годах активно выступал на международных молодёжных регатах, в частности побывал на молодёжных чемпионатах мира в Хазевинкеле и Глазго, одержал победу в восьмёрках на молодёжной регате в Бранденбурге.
Первого серьёзного успеха на взрослом международном уровне добился в сезоне 2009 года, когда вошёл в основной состав американской национальной сборной и в зачёте распашных безрульных двоек выиграл бронзовую медаль на этапе Кубка мира в Люцерне. Также выступил на чемпионате мира в Познани, где финишировал пятым.
В 2010 году отметился выступлением на мировом первенстве в Карапиро, став в восьмёрках шестым.
В 2011 году в безрульных четвёрках получил бронзу на этапе Кубка мира в Люцерне, тогда как на чемпионате мира в Бледе показал четвёртый результат. По итогам сезона американской федерацией гребли USRowing был признан лучшим спортсменом года.
Благодаря череде удачных выступлений удостоился права защищать честь страны на летних Олимпийских играх 2012 года в Лондоне. В составе экипажа-четвёрки без рулевого в финале пришёл к финишу третьим позади команд из Великобритании и Австралии — тем самым завоевал бронзовую олимпийскую медаль.
После лондонской Олимпиады Коул остался в составе гребной команды США на ещё один олимпийский цикл и продолжил принимать участие в крупнейших международных регатах. Так, в 2014 году в безрульных двойках он выступил на мировом первенстве в Амстердаме, где занял итоговое шестое место.
В 2015 году в безрульных четвёрках победил на этапе Кубка мира в Варезе, в то время как на чемпионате мира в Эгбелете квалифицировался лишь в утешительный финал B и расположился в итоговом протоколе соревнований на седьмой строке.
Находясь в числе лидеров американской национальной сборной, благополучно прошёл отбор на Олимпийские игры 2016 года в Рио-де-Жанейро. На сей раз не смог попасть в число призёров в программе безрульных четвёрок, отобрался в финал B и стал в конечном счёте седьмым. Вскоре по окончании этих соревнований принял решение завершить спортивную карьеру.